# Pat Roberts
Charles Patrick Roberts, detto Pat (Topeka, 20 aprile 1936), è un politico statunitense, senatore per lo stato del Kansas dal 1997 al 2021 ed in precedenza membro della Camera dei Rappresentanti per lo stesso stato dal 1981 al 1997.